# Smog Tower
Een Smog Tower is een toren bedoeld als grootschalige luchtreiniger om de luchtvervuiling door fijn stof te verminderen. Fijn stof is een van de oorzaken van smog, maar heeft ook direct gevolgen voor de gezondheid. Of zulke torens effectief zijn, is tot 2022 
omstreden. 

## Smog Free Tower Rotterdam / Peking

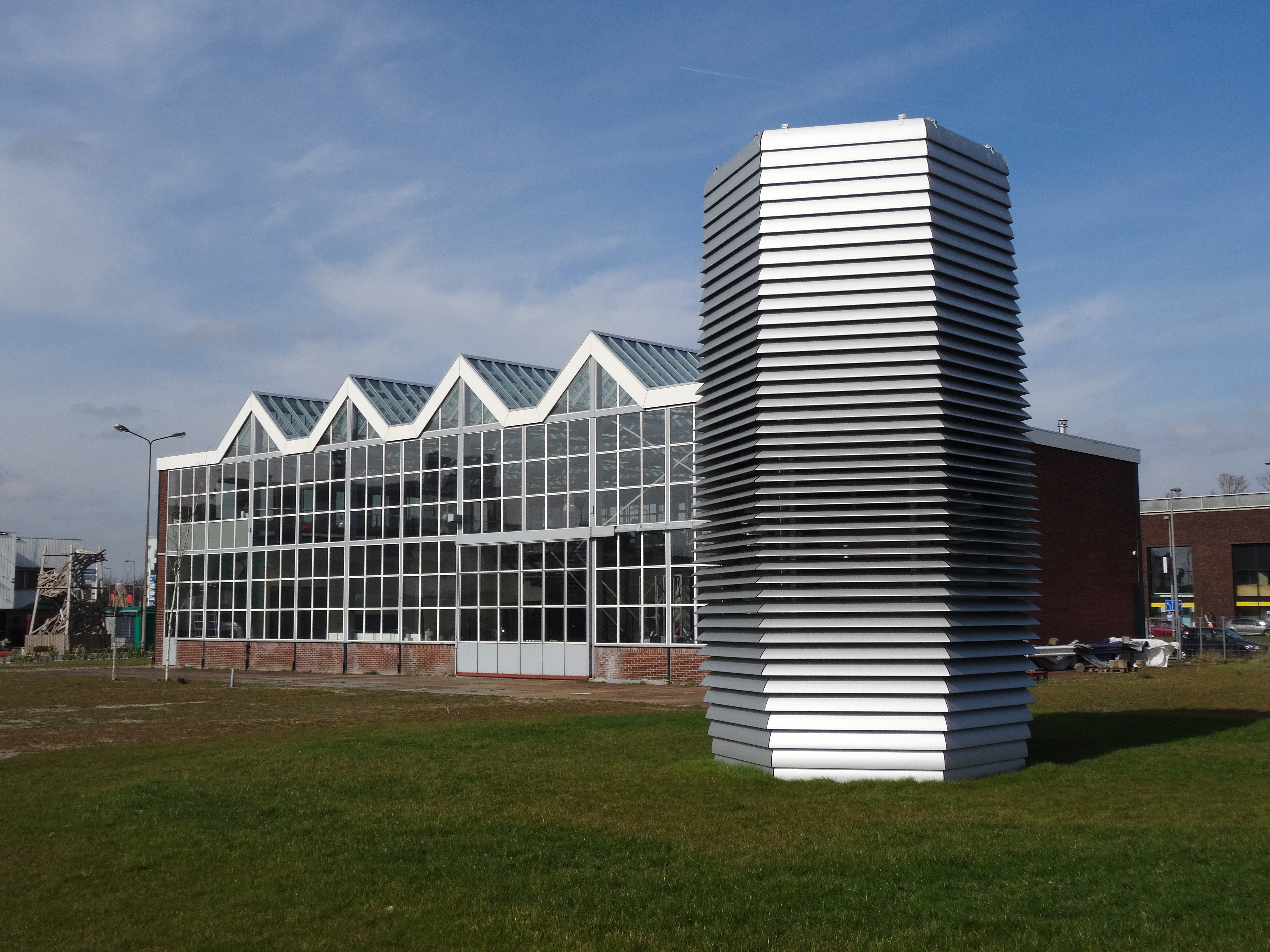
Smog free tower voor Studio Roosegaarde in Rotterdam

In reactie op de recordmeting aan luchtvervuiling in Peking in 2013 ontwierp de Nederlandse kunstenaar Daan Roosegaarde een "Smog Free Tower." Het prototype werd in 2015 gebouwd. 
Het fijnstof in de lucht wordt in deze toren gebombardeerd met positief geladen ionen, zodat de stofdeeltjes een positieve lading krijgen en neerslaan op negatief geladen gaas. De effectiviteit van de toren is onderzocht, waarbij bleek dat de werking gering was. 
- De Universiteit Eindhoven kwam tot de conclusie dat 70% van de PM10-deeltjes (10 micrometers of minder in diameter) en tot 50% van de PM2.5-deeltjes worden afgevangen.[3] De optimale werking werd alleen bereikt in condities zonder wind, tot op een afstand van 20 meter van de toren.[4]
- Een studie in opdracht van Roosegaarde kwam tot gelijkaardige meetresultaten.[5]

### Installaties
In Rotterdam stond vanaf september 2015 het prototype van de Smog Free Tower. Dit was een zeven meter hoge toren. De technologie in deze toren werd ontwikkeld in samenwerking met bioloog Bob Ursem van de TU Delft. Aan de ontwikkeling van de techniek werkte ook Jan Marijnissen mee, universitair docent chemisch technologie aan de TU Delft. Ursum ontving een patent op de techniek. Ook ENS Technology uit Cuijk was bij het project betrokken.
Na een eerste proef in Rotterdam onthulde Roosegaarde de Smog Free Tower in 2017 in Peking, als begin van de Smog Free Tour die hij samen met het Chinese ministerie van Milieubescherming organiseerde. Daarna reisde de toren langs meerdere grote Chinese steden om aandacht te vragen voor het luchtvervuilingsprobleem.
Tussen 15 februari en 15 april 2020 stond de Smog Free Tower op het Jordanapark in Krakau, Polen in samenwerking met het Museum voor hedendaagse kunst Krakau.

## Xi'an
In de Chinese stad Xi'an werd in 2018 een 100 m hoge experimentele toren gebouwd. Deze toren werkt door lucht in te laten aan de voet, en deze lucht in gereinigde staat bovenaan weer uit te blazen. Aan de voet van de toren bevinden zich grote kassen. De effectiviteit werd bepaald op een reductie van PM 2,5 van 15%.

## New Delhi
In New Delhi staan sinds 2021 twee 24 meter hoge smog towers, aan het Connaughtplein en in Anand Vihar. De torens werden geïnstalleerd op een aanwijzing uit 2019 van het hoogste gerechtshof. De torens zouden 80% van de deeltjes uit de lucht filteren. De torens gebruiken HEPA-filters. Experts zetten echter vraagtekens bij de effectiviteit van deze torens en zijn van mening dat luchtvervuiling bij de bron zou moeten worden aangepakt. De torens werken door lucht in te laten bij de top en die via filters weer te laten uitstromen bij de basis van de toren. De torens zijn uitgerust met 40 ventilatoren. Tijdens periodes met regen kunnen de torens niet functioneren.